# Eugenio Fantini
Eugenio Fantini (Venezia, 1º dicembre 1932 – Mantova, 12 febbraio 2016) è stato un calciatore e allenatore di calcio italiano, di ruolo attaccante.

## Carriera

### Giocatore
Dopo gli esordi con il Venezia, mise in mostra un grande fiuto per il gol vestendo la maglia del Mantova e contribuendo in modo decisivo alla conquista, tra il 1957 e il 1959, di una doppia promozione dalla IV Serie alla Serie B. Nella stagione 1959-1960 debuttò in Serie A con la Fiorentina e perse la finale di Coppa Italia 1959-1960; ottenne anche una promozione in massima categoria con il Palermo nel 1960-1961. Vanta 7 presenze e 3 reti in Serie A, oltre a 97 presenze e 25 reti in Serie B.

### Allenatore
Successivamente intraprese la carriera di allenatore; fu secondo di Edmondo Fabbri sulla panchina del Bologna, allenò la SPAL in Serie C nel 1972-1973 venendo poi sostituito da Mario Caciagli. Proseguì seguendo squadre di Serie B (Taranto, Sambenedettese) e Serie C (Alessandria, Ercolanese, Afragolese).

## Palmarès

### Giocatore

#### Competizioni nazionali
- Campionato italiano di Serie B: 1

Palermo: 1960-1961
- Campionato italiano Serie C: 1

Mantova: 1958-1959
- IV Serie: 1

Mantova: 1957-1958

#### Competizioni internazionali
- Coppa dell'Amicizia italo-francese: 1

Fiorentina: 1960

#### Individuale
- Capocannoniere della Serie C: 1

1958-1959 (18 gol)